# Бурбон л'Аршамбо
Бурбон л'Аршамбо (фр. Bourbon-l'Archambault) насеље је и општина у централној Француској у региону Оверња, у департману Алије која припада префектури Мулен.
По подацима из 2011. године у општини је живело 2558 становника, а густина насељености је износила 46,64 становника/km². Општина се простире на површини од 54,84 km². Налази се на средњој надморској висини од 260 метара (максималној 321 m, а минималној 215 m).

## Демографија
| 1962. | 1968. | 1975. | 1982. | 1990. | 1999. | 2011. |
| ----- | ----- | ----- | ----- | ----- | ----- | ----- |
| 2.607 | 2.607 | 2.598 | 2.550 | 2.630 | 2.564 | 2.558 |

График промене броја становника у току последњих година